# ليليان بيلسكي فريمان
ليليان بيلسكي فريمان (1885-2 نوفمبر 1940)، الملقبة بالسيدة الخشخاش، كانت فاعلة خير يهودية كندية وصهيونية. في عام 2008، تم تصنيفها على أنها شخصية ذات أهمية تاريخية وطنية من قبل الحكومة الكندية لكونها «منظمة موهوبة ومحسنة عملت على تحسين صحة ورفاهية مواطنيها».

## حياة سابقة
في عام 1885، ولدت ليليان فريمان في ماتاوا في أونتاريو لأبوين بولين رايش، ربة منزل، وموزيس بيلسكي، تاجر وقائد مجتمع يهودي كندي، يُعتقد أنه كان أول مستوطن يهودي في أوتاوا. كانت عائلتها من أصل روسي ليتواني.
كانت الخامسة من بين أحد عشر طفلاً. ستواصل شقيقتها لوسي الزواج من ألان برونفمان، أحد مؤسسي شركة جوزيف إي سيجرام وأولاده، شركة تقطير الكحول والمسوق.

## حياة مهنية

### الحرب العالمية الأولى
عندما اندلعت الحرب العظمى، أقامت فريمان 30 ماكينة خياطة في منزلها ونظمت دوائر خياطة تابعة للصليب الأحمر لإرسال البطانيات والملابس إلى الجنود في الخارج. ستصبح دائرة الخياطة هذه بمثابة فصل دزرائيلي لبنات الإمبراطورية. بالإضافة إلى ذلك، شاركت في تأسيس جمعية قدامى المحاربين في الحرب العظمى، والتي ستصبح الفيلق الملكي الكندي. أصبحت الرابطة، بحلول عام 1919، أكبر منظمة للمحاربين القدامى في كندا. في وقت لاحق، كانت أول امرأة تصبح عضوًا فخريًا مدى الحياة في الفيلق الملكي الكندي.
في عام 1919، تم إنشاء متاجر Vetcraft، التي وظفت جنودًا عائدين لصنع الأثاث والألعاب، بتأثير Freiman. عندما اشتهرت قصيدة جون ماكراي في حقول فلاندرز، تم تقديم العديد من الحملات لتبني الخشخاش كرمز للذكرى ووسيلة لجمع الأموال للمحاربين القدامى. في عام 1921، صنعت فريمان أول نبات الخشخاش الكندي في غرفة معيشتها. في عام 1923، استحوذت متاجر Vetcraft على صناعة الخشخاش. كانت عضوًا في اللجنة الاستشارية الوطنية للخشخاش وترأست حملة الخشخاش السنوية لأوتاوا كل عام تقريبًا حتى وفاتها.

### أنشطة ما بعد الحرب
في عام 1918، تم استدعاؤها من قبل رئيس بلدية أوتاوا لتنظيم جهود إغاثة 1500 متطوع. حظي المشروع باهتمام وطني. وبدعم من وسائل الإعلام، أطلقت حملة لا تنشر التقارير المرحلية فحسب، بل تنشر أيضًا المعلومات المصممة للمساعدة في منع انتشار الإنفلونزا.
في عام 1921، ساعدت ما بين 146 إلى 151 من أيتام حرب يهودي من أوكرانيا للهجرة إلى كندا. وكان من بينهم طفلة تبلغ من العمر 12 عامًا تدعى غلاديس روزوفسكي تبنتها فريمان وزوجها.
كانت فريمان مؤسسة هداسا الكندية - منظمة صهيونية نسائية. لقد أنجزت ذلك بجمع الأموال لصندوق يد المساعدة في هداسا، بالسفر عبر كندا، وتأمين حوالي 200 ألف دولار من 120 ألف يهودي، معظمهم من المهاجرين الجدد. وقد ترأست المنظمة لمدة واحد وعشرين عامًا، من 1919-1940. بحلول عام 1925، كانت عضوية هداسا تحت قيادتها 4500 امرأة في 68 فصلاً. علاوة على ذلك، شاركت في أدوار قيادية في مكتب الرعاية في أوتاوا، دار الرضع البروتستانت، المعهد الكندي للمكفوفين، جمعية الصليب الأحمر، جمعية بتر قدامى المحاربين القدامى في كندا، جيش الخلاص، وجمعية الأخوات الكبار، وجمعية الشبان المسيحية، وجمعية جان دارك. كما شاركت في جمعية المرشدات، والجمعية العبرية الخيرية للسيدات، ومساعدة السيدات في تجمع Adath Jeshurun ومساعدة السيدات في B'nai B'rith.
في عام 1934، ترأست النداء الموحد لفلسطين.

## الجوائز والأوسمة
- في عام 1934، حصلت ليليان على وسام الإمبراطورية البريطانية، لتصبح أول كندية يهودية تحصل على هذا التكريم. قدم لها الملك جورج الخامس الوسام في يوم رأس السنة الجديدة.
- استضاف متحف Bytown معرضًا عن حياة فريمان.
- موشاف حفاتسيلت هشارون في عيمق حيفر في إسرائيل، الأرض التي اشتراها الصندوق القومي اليهودي بمساهمة كنديين بما في ذلك عائلة فريمان، سميت باسمها.[4]
- في عام 1924، أطلق المندوبون في المؤتمر الوطني الكندي اسمها على مدرسة.[4]
- في عام 1930، أطلقت مجلة (نساء كندا) على فريمان لقب (أم الشعب اليهودي في كندا).[4]
- في عام 1935، كرست منظمة الهداسا الكندية هذا العام لفريمان احتفاءا بميلادها الخمسين.[4]

## الحياة الشخصية
في عام 1903، تزوجت من رجل الأعمال البارز أرشيبالد جاكوب فريمان [الإنجليزية]، مالك متجر فريمان الواقع في شارع ريدو. كان واحدًا من متجرين يهوديين فقط في كندا. أنجب الزوجان ثلاثة أطفال، دوروثي (ألكسندر، 1906-1986)، ولورنس (1909-1986)، وكوين إستر (لوكسنبرغ، 1912-1997)، ولديهما ابنة بالتبني.

## وفاتها
توفيت  في 2 نوفمبر 1940 عن عمر يناهز 55 عامًا بسبب تدهور صحتها. وحضر جنازتها رئيس الوزراء وليام كينج وعمدة أوتاوا ستانلي لويس وحرس الشرف من الفيلق الملكي الكندي. وفي عام 1957، تم تحويل قصرها المصمم على الطراز الفيكتوري الواقع في 149 شارع سومرست ويست في أوتاوا إلى مطعم لضباط جيش أوتاوا.